# Takayoshi Yamano
Takayoshi Yamano (山野 孝義, Yamano Takayoshi, Osaka, 5 april 1955) is een Japans voormalig voetballer die als verdediger speelde.

## Clubcarrière
In 1974 ging Yamano naar de Osaka University of Commerce, waar hij in het schoolteam voetbalde. Nadat hij in 1978 afstudeerde, ging Yamano spelen voor Yanmar Diesel. Met deze club werd hij in 1980 kampioen van Japan. Yamano veroverde er in 1983 en 1984 de JSL Cup. In 8 jaar speelde hij er 125 competitiewedstrijden en scoorde 4 goals. Hij tekende in 1985 bij Osaka Gas. Yamano beëindigde zijn spelersloopbaan in 1991.

## Japans voetbalelftal
Takayoshi Yamano debuteerde in 1980 in het Japans nationaal elftal en speelde 2 interlands.

## Statistieken
| Japans voetbalelftal | Japans voetbalelftal | Japans voetbalelftal |
| Jaar                 | Wed.                 | Dlp.                 |
| -------------------- | -------------------- | -------------------- |
| 1980                 | 2                    | 0                    |
| Totaal               | 2                    | 0                    |